# Георг Гессен-Дармштадтский (1780)
принц Георг Гессен-Дармштадтский (нем. Georg von Hessen-Darmstadt; 31 августа 1780, Дармштадт — 17 апреля 1856, Дармштадт) — гессенский военачальник, генерал от инфантерии, кавалер российского ордена Андрея Первозванного (1843).

## Биография
Георг был вторым сыном великого герцога  Людвига I Гессенского и Рейнского (1753—1830) от брака с Луизой (1761—1829), дочерью принца Георга Вильгельма Гессен-Дармштадтского.
Служил в гессенской армии, где дослужился до чина генерала от инфантерии, кроме того, был шефом 3-го гессенского пехотного полка. Был пожизненным членом верхней палаты Гессенского парламента.
Был женат морганатическим браком (с 29 января 1804 года) на венгерской дворянке Каролине Торок де Сендро (1786—1862), дочери некоего Андраша Торок де Сендро. По случаю брака, Каролина получила от гессенского правителя титул баронессы фон Менден, в 1808 титул графини фон Нидда,  в 1821 году княгини фон Нидда, и в том же году наконец была официально принята, как член семьи, в гессенский великогерцогский правящий дом. В 1827 году супруги развелись. 
В браке родилась одна дочь, Луиза Шарлотта Георгина Вильгельмина (1804—1833), которая одновременно с матерью (в 1821 году) получила титул княгини фон Нидда, и с 1829 года состояла в браке с Лукой Бурбоном, маркизом дель Монте-Санта-Мария. Кроме того, у Георга Гессен-Дармштадского была ещё одна дочь, Анна Сигер (ок. 1803 — ок. 1856), от внебрачной связи с графиней Адельгейдой Рести, которая была узаконена ив 1821 году получила титул баронессы фон Хессталь. С 1826 года состояла в браке с итальянцем Микеле Антонини.
Георг Гессен-Дармштадтский скончался в 1856 году и был похоронен в Старом Мавзолее гессенской династии в парке Розенхёэ в городе Дармштадте (мавзолей и парк сохранились). 
Принц имел многочисленные гессенские и иностранные награды.

## Связь с Россией
Гессенский дом в XIX веке был известен своими тесными династическими связями с Россией. 
Старший брат принца Георга, великий герцог Людвиг Гессенский, был женат на Вильгельмине Баденской, родной сестре Елизаветы Алексеевны, супруги русского царя Александра I. 
Дочь Людвига и Вильгельмины, известная в России, как Мария Александровна, стала супругой императора Александра II и русской императрицей. 
Таким образом, Георг Гессен-Дармштадтский приходился приходился родным дядей супруге Александра II, и соответственно, был двоюродным дедом Александра III.
Поэтому не стоит удивляться, что не только сам принц Георг, но и его отец, два брата и как минимум три племянника являлись кавалерами российского ордена Андрея Первозванного. В случае с Георгом награждение состоялось в 1843 году.

## Некоторые награды
- орден Андрея Первозванного ( Российская империя; 1 июля 1843)